# كيفن ميرفي (ملحن)
كيفن ميرفي (بالإنجليزية: Kevin Murphy)‏ هو ملحن وكاتب سيناريو وكاتب أغاني وشاعر أمريكي، ولد في 1967.

## وصلات خارجية
- كيفن ميرفي على موقع IMDb (الإنجليزية)
- كيفن ميرفي على موقع ميوزك برينز (الإنجليزية)
- كيفن ميرفي على موقع قاعدة بيانات الفيلم (الإنجليزية)